# Rhaconotus sulmo
Rhaconotus sulmo är en stekelart som beskrevs av Nixon 1941. Rhaconotus sulmo ingår i släktet Rhaconotus och familjen bracksteklar. Inga underarter finns listade i Catalogue of Life.